# Okczyn
Okczyn – wieś w Polsce, położona w województwie lubelskim, w powiecie bialskim, w gminie Kodeń. Przez wieś przebiega droga wojewódzka nr 816.
Wieś duchowna, położona w końcu XVIII wieku w powiecie brzeskolitewskim województwa brzeskolitewskiego. W latach 1975–1998 miejscowość administracyjnie należała do województwa bialskopodlaskiego.
Wieś jest sołectwem w gminie Kodeń. Według Narodowego Spisu Powszechnego (III 2011 r.) liczyła 134 mieszkańców i była szóstą co do wielkości miejscowością gminy Kodeń. 
Wierni Kościoła rzymskokatolickiego należą do parafii św. Anny w Kodniu, katolicy obrządku wschodniego do parafii św. Nikity w Kostomłotach, natomiast wyznawcy prawosławia należą do parafii św. Michała Archanioła w Kodniu.

## Części wsi
| SIMC    | Nazwa | Rodzaj    |
| ------- | ----- | --------- |
| 0013988 | Ług   | część wsi |

## Historia
Okczyn w wieku XIX  wieś w guberni siedleckiej w powiecie bialskim, gminie Kostomłoty, parafii Kodeń. W 1827 r. było tu 64 domy i 366 mieszkańców. We wsi szkoła początkowa ogólna. W 1883 było tu 478 mieszkańców i  73 domów. Gruntu 2226 mórg. 